# Mesterholdenes Europa Cup i håndbold 1961-62 (kvinder)
Mesterholdenes Europa Cup i håndbold 1961-62 for kvinder var den anden udgave af Mesterholdenes Europa Cup i håndbold for kvinder. Turneringen havde deltagelse af syv klubhold, der var blevet nationale mestre sæsonen forinden, samt de forsvarende mestre fra Ştiinţa Bucureşti. Turneringen blev afviklet som en cupturnering, hvor alle opgørene blev afviklet over to kampe, hvor holdene mødtes både ude og hjemme.
Turneringen blev vundet af TJ Spartak Praha Sokolovo fra Tjekkoslovakiet, som i finalen besejrede ORK Beograd fra Jugoslavien med 11-7 over to kampe. Der var ingen dansk deltagelse i turneringen.

## Resultater

### Kvartfinaler
| Dato   | Dato   | Hjemmehold i 1. kamp      | Udehold i 1. kamp | Resultat | Resultat | Resultat |
| 1.kamp | 2.kamp | Hjemmehold i 1. kamp      | Udehold i 1. kamp | Samlet   | 1.kamp   | 2.kamp   |
| ------ | ------ | ------------------------- | ----------------- | -------- | -------- | -------- |
| ?      | ?      | TJ Spartak Praha Sokolovo | SNUC Atlantique   | 36–5     | 20-2     | 16-3     |
| ?      | 3.12.  | RSF Mülheim               | Danubia Wien      | 9–6      | 6-1      | 3-5      |
| ?      | ?      | Ştiinţa Bucureşti         | Rapid Bucureşti   | 14–12    | 10-8     | 4-4      |
| ?      | ?      | ORK Beograd               | Cracovia          | 10–9     | 3-4      | 7-5      |

### Semifinaler
| Dato   | Dato   | Hjemmehold i 1. kamp | Udehold i 1. kamp         | Resultat | Resultat | Resultat |
| 1.kamp | 2.kamp | Hjemmehold i 1. kamp | Udehold i 1. kamp         | Samlet   | 1.kamp   | 2.kamp   |
| ------ | ------ | -------------------- | ------------------------- | -------- | -------- | -------- |
| ?      | 15.2.  | RSF Mülheim          | TJ Spartak Praha Sokolovo | 9–12     | 7-6      | 2-6      |
| 11.2.  | 4.3.   | Ştiinţa Bucureşti    | ORK Beograd               | 11–13    | 6-7      | 5-6      |

### Finale
| Dato   | Dato   | Hjemmehold i 1. kamp | Udehold i 1. kamp         | Resultat | Resultat | Resultat |
| 1.kamp | 2.kamp | Hjemmehold i 1. kamp | Udehold i 1. kamp         | Samlet   | 1.kamp   | 2.kamp   |
| ------ | ------ | -------------------- | ------------------------- | -------- | -------- | -------- |
| 22.3.  | 1.4.   | ORK Beograd          | TJ Spartak Praha Sokolovo | 7–11     | 3-2      | 4-9      |